# 柴田義也
柴田 義也（しばた よしや、1954年9月17日 - ）は、日本のジャズピアニスト、キーボーディスト。ゴンタ2号、G2、Gee2woなど様々なステージネームを用いる。作曲時の変名にG. 1,238,471。

## 経歴
兵庫県神戸市出身。高校生時代から音楽活動を開始。国立音楽大学作曲科で学び、1974年-1975年頃、同級生の佐山雅弘の誘いでRCサクセション『シングル・マン』のレコーディング（「夜の散歩をしないかね」）に参加。その後、原田真二のサポートなどバックバンドとしての活動を経て、1979年頃からRCサクセションにサポート参加。1980年に正式加入。キーボーディストとして活動の他、忌野清志郎と数多くの曲を共作。1990年に脱退後、Zion High Playersに参加。PUFFYのバックバンドとしての活動とパーカッションの修業を経て、2007年から長野県のミュージックスクールでGee2wo名義でピアノ・パーカッションの講師を務める。

## ディスコグラフィ
- Gee2wo&GL『BAMP』（1983年）
- Gee2wo-with Sasuke『遺伝子の黄昏』（1989年）
- Gee2wo-with Sasuke『O‐MANIAC』（1992年）

## 参加作品
- 小坂忠『モーニング』（1977年）
- SAKA-O-BAND『HONMAYANE』（1990年）
- USE『USE YOUR NEIGHBOR'S ENTERTAINER』（1999年）
- ナナマリ『ポチ』（2009年）